# Cemitérios Judaicos em Karlsruhe
Em Karlsruhe havia e existem até a atualidade diversos cemitérios judaicos.

## Primeiro Cemitério
O primeiro cemitério judaico na cidade de Karlsruhe foi estabelecido em 1723 na atual Mendelssohnplatz, ampliado em 1756 e em 1794, e fechado em 1821.
Em 1898 foi expropriado, a fim de ceder lugar à ampliação da Kriegsstraße. Os restos mortais foram trasladados para o atual Alter Friedhof Karlsruhe.

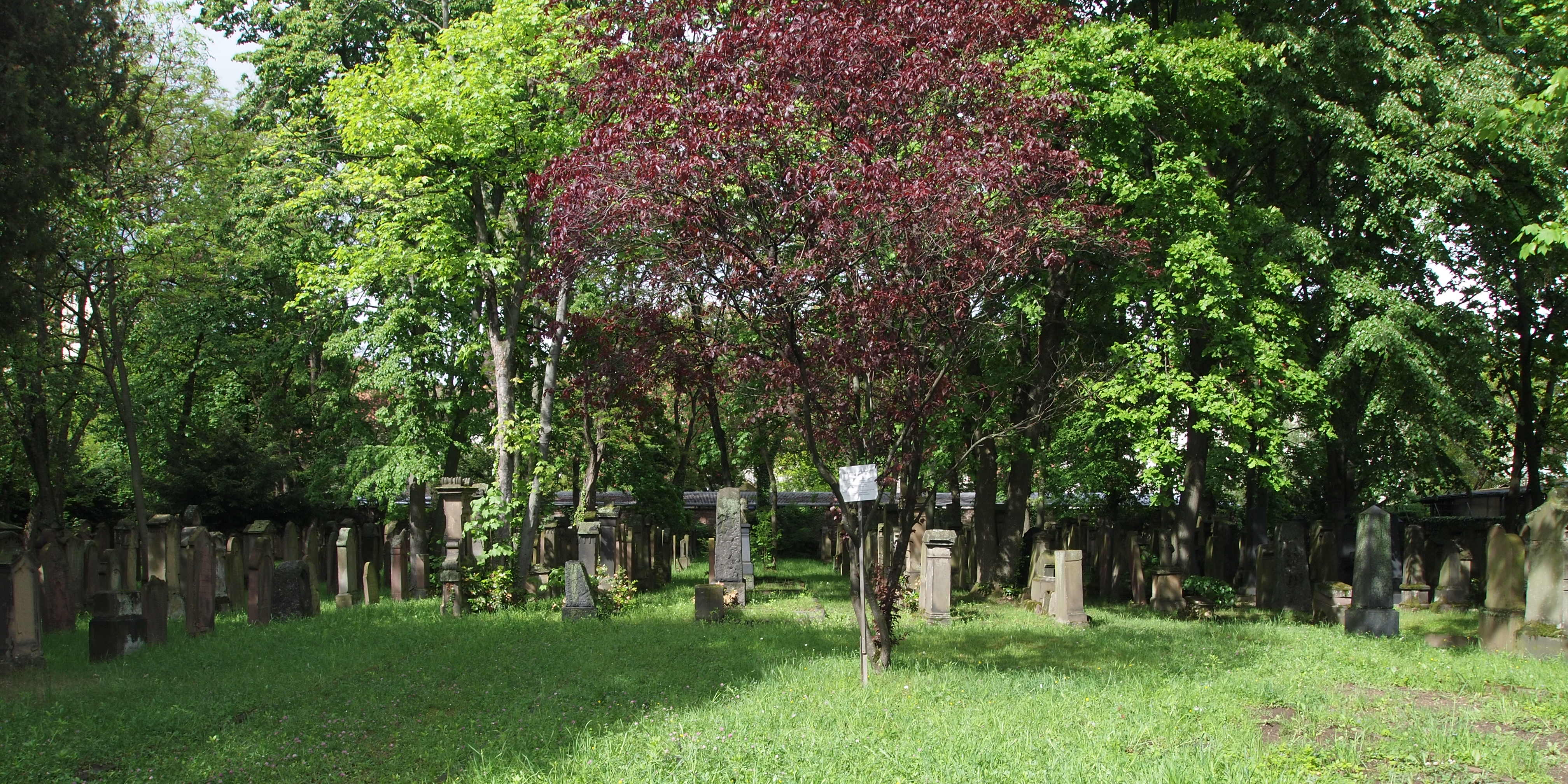
Alter Friedhof, 2012

## Alter Friedhof
Em 1823 foi instalado um cemitério no lado oeste da Kriegsstraße. Seu muro era fronteiro ao muro do então cemitério municipal. Foi fechado em 1896.
Em 1898 os sepultados no desapropriado primeiro cemitério foram trasladados para este cemitério, e suas pedras sepulcrais cravadas no muro. Apenas algumas foram trasladadas, dentre estas a de Nathanael Weil. Até a década de 1930 houve ainda alguns sepultamentos em sepulturas de família.
A casa para o banho dos mortos foi demolida depois da Segunda Guerra Mundial.
O cemitério não é aberto à visitação pública.

## Cemitério Ortodoxo
Em 1872 Sociedade Religiosa Israelita ortodoxa de Karlsruhe erigiu no recém inaugurado Hauptfriedhof Karlsruhe um cemitério próprio.

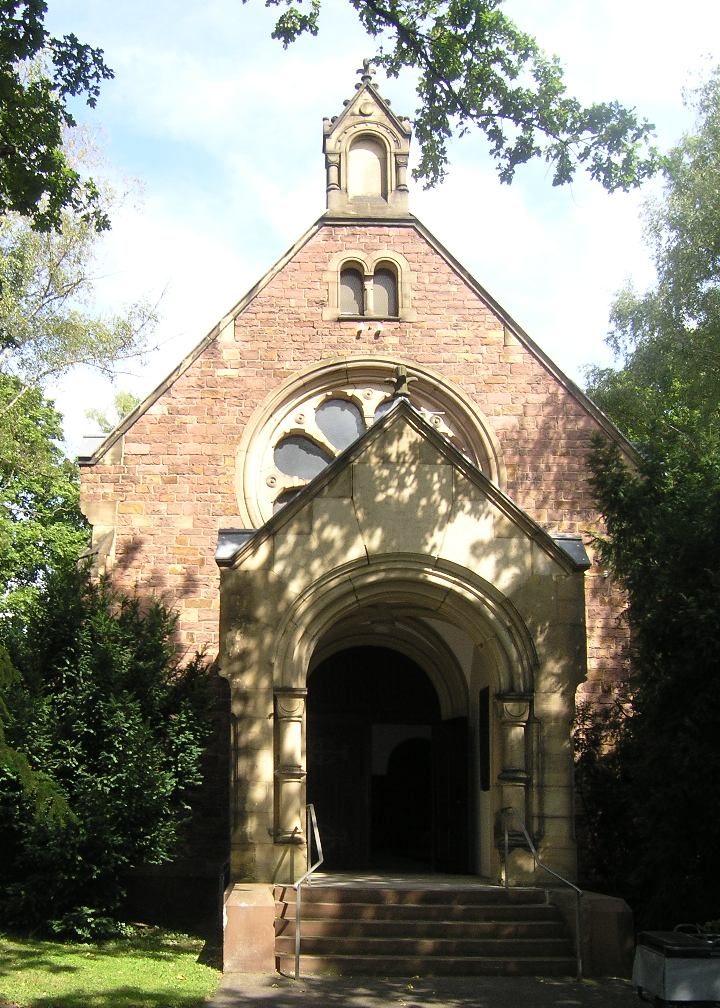
Capela judaica no Hauptfriedhof Karlsruhe

## Cemitério Geral
Em 1897 ao lado do cemitério ortodoxo foi instalado o novo cemitério geral da comunidade judaica.

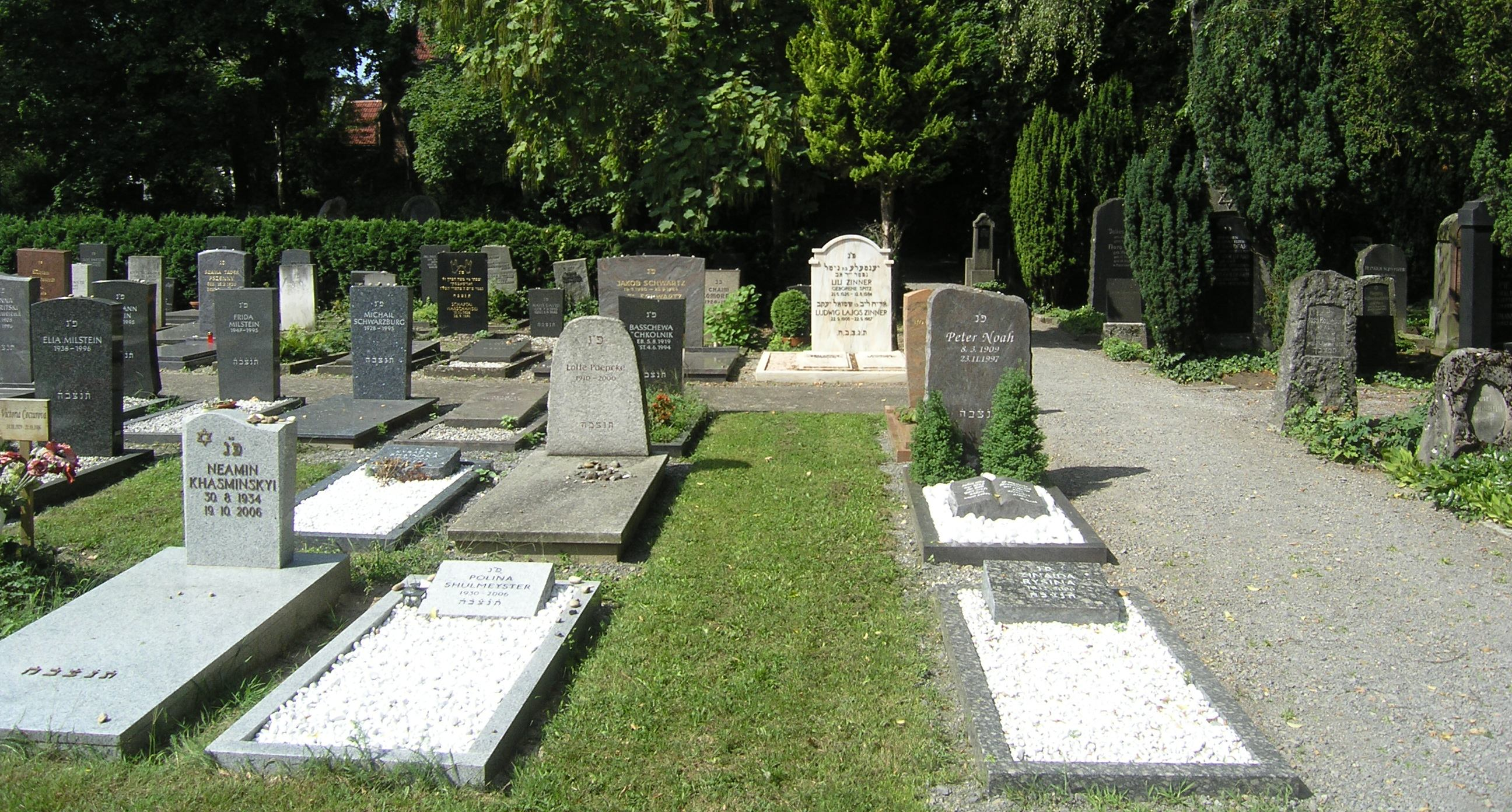
Sepulturas novas
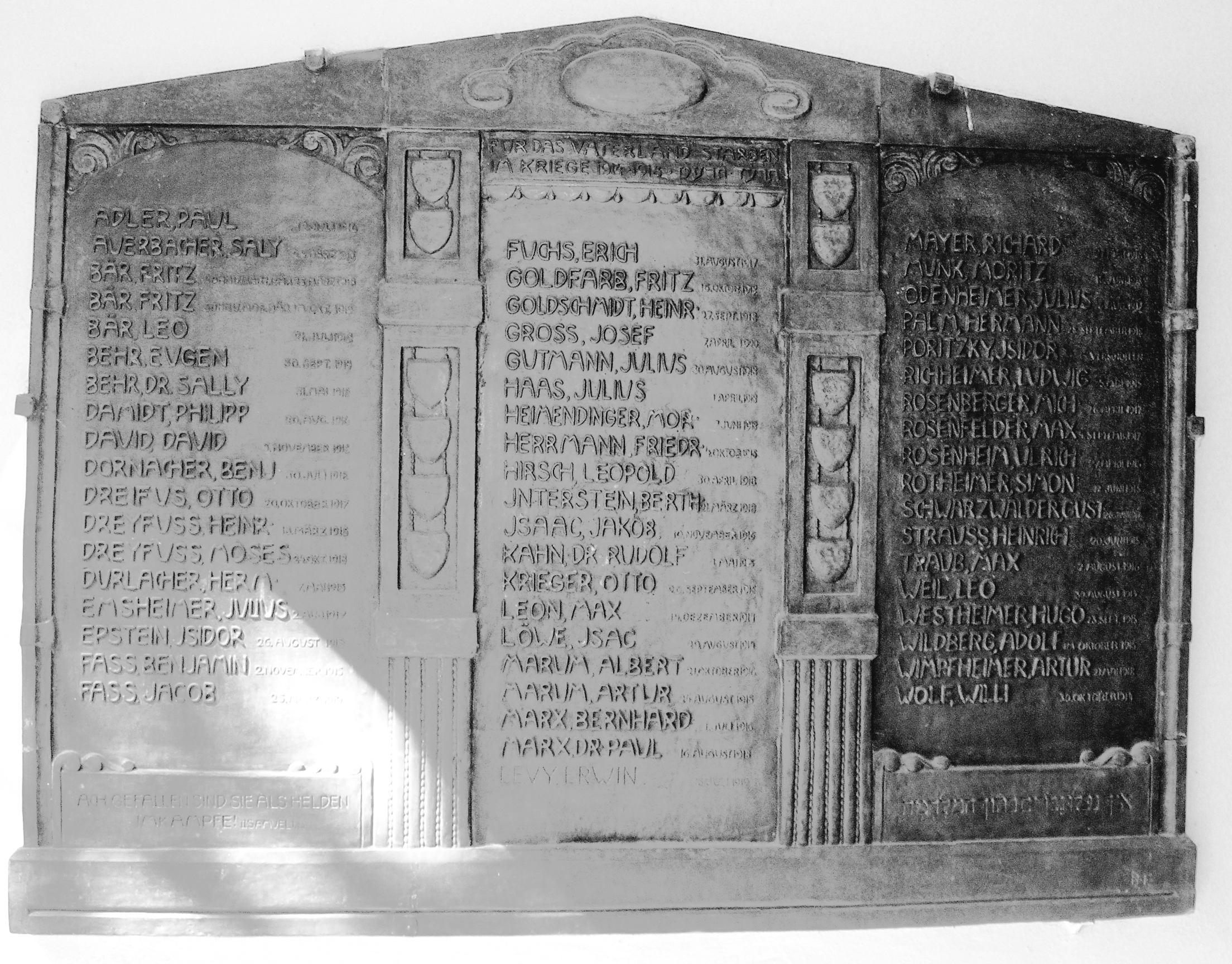
Placa memorial aos mortos na Primeira Guerra Mundial
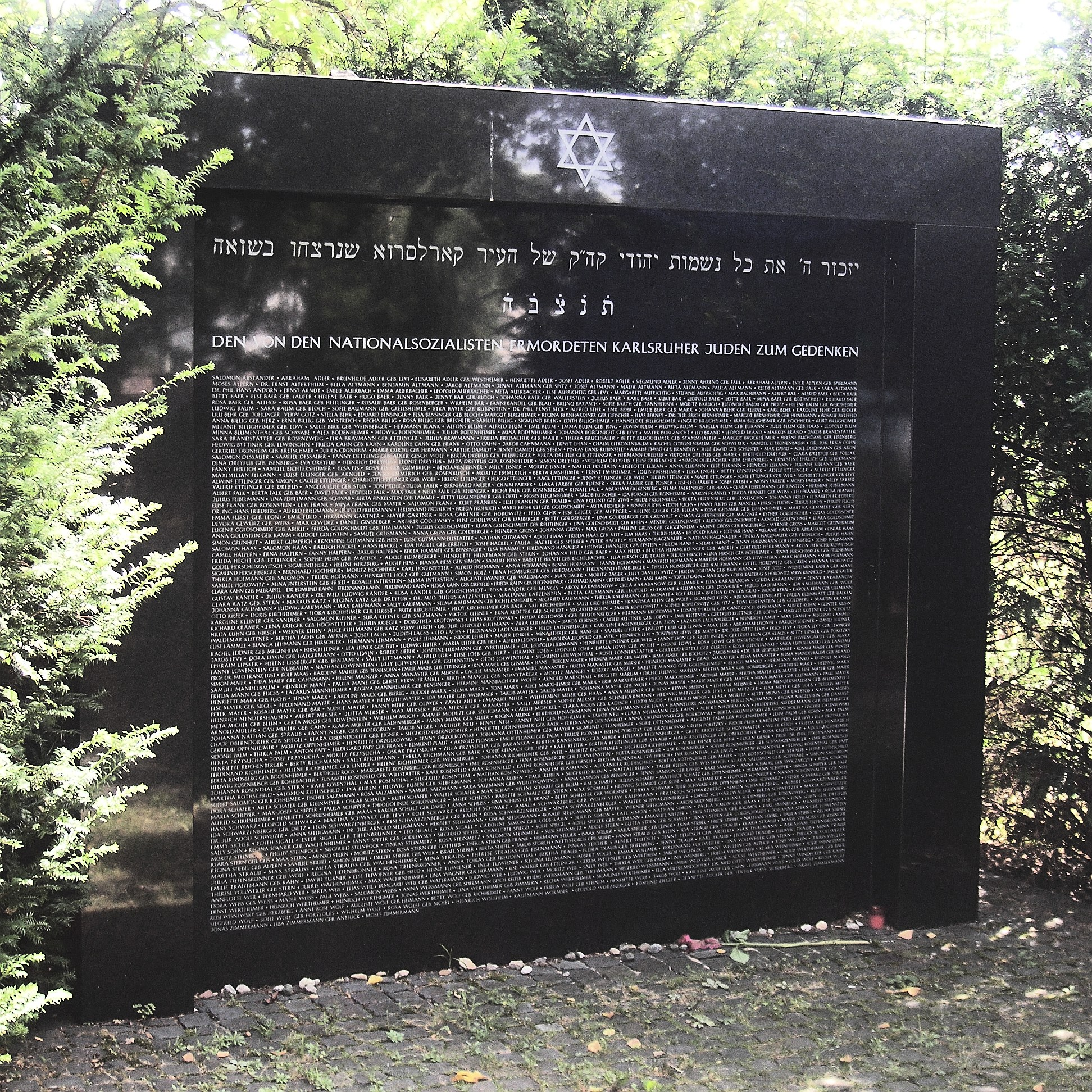
Placa memorial ao holocausto (Shoa)
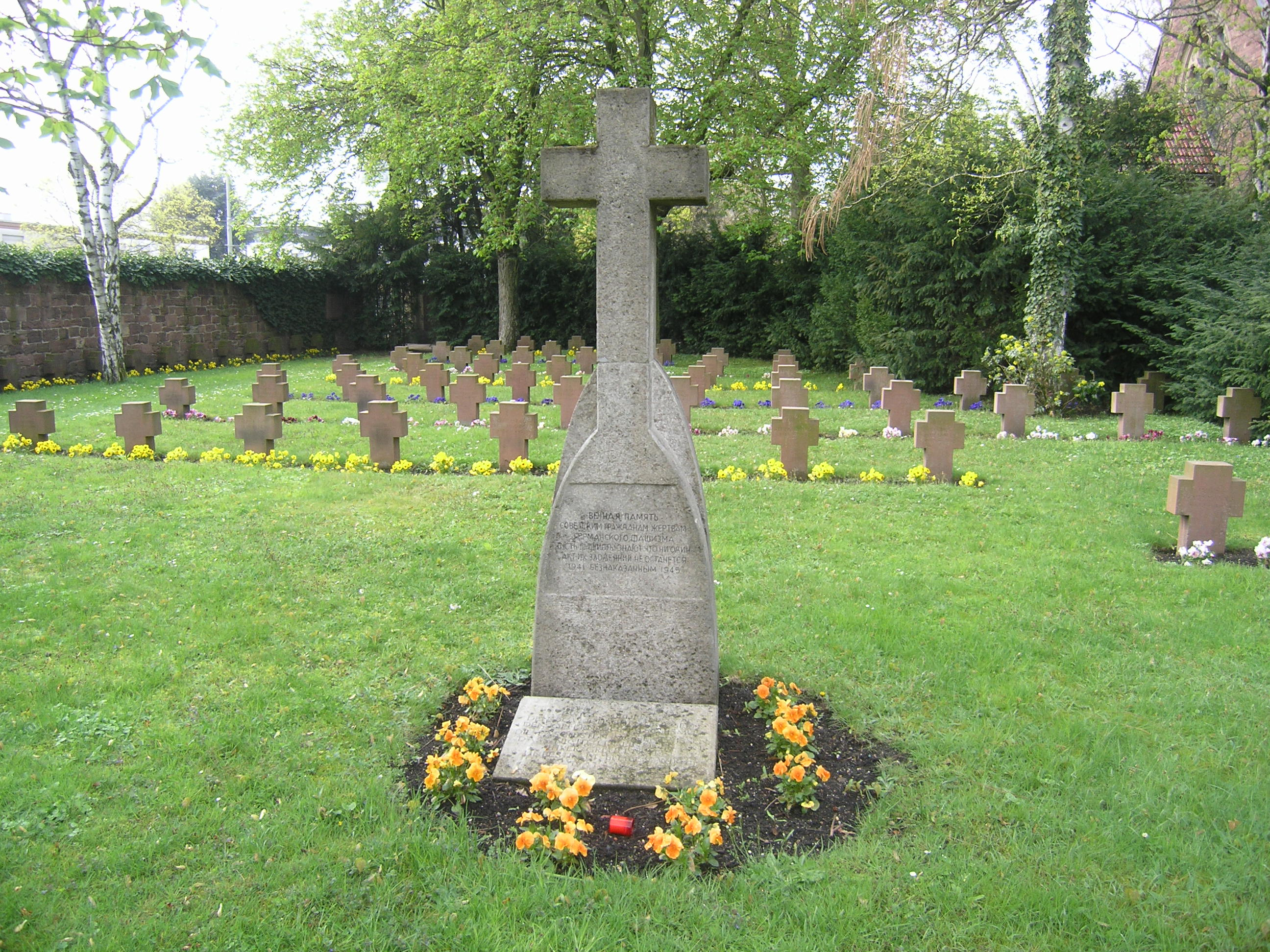
Sepulturas soviéticas